# Фрідріх-Карл Ганессе
Фрідріх-Карл Ганессе (нім. Friedrich-Carl Hanesse; 21 вересня 1892, Вормс — 12 травня 1975, Вісбаден) — німецький офіцер, генерал авіації.

## Біографія
16 березня 1912 року вступив у 25-й польовий артилерійський полк. Учасник Першої світової війни, з 1 вересня 1916 року — ад'ютант 112-го артилерійського полку. Пройшов льотну підготовку. З 1 червня 1918 року — командир 2-ї бойової ескадрильї і 3-ї бойової групи. 
Після демобілізації армії залишений в рейхсвері, служив в артилерії. З 1 жовтня 1927 року — радник з авіації в штабі 1-ї дивізії, з 1 листопада 1931 року — командир батареї 6-го артилерійського полку. 1 лютого 1934 року переведений в люфтваффе. Закінчив командні курси училища бомбардувальної авіації в Лехфельді. 1 квітня 1935 року призначений начальником відділу військово-повітряних аташе Імперського міністерства авіації. З 3 жовтня  1937 року — військово-повітряний аташе в Парижі і Лісабоні. 
Після початку Другої світової війни покинув Францію і 3 вересня 1939 року направлений на аналогічну посаду в Берн. Після поразки Франції призначений 1 жовтня 1940 року командувачем ВПС в Парижі. З 1 жовтня 1944 року — командир допоміжного корпусу ВПС, розгорнутого в районі Саарова-Піскова. 6 лютого 1945 року звільнений у відставку. У червні 1945 заарештований французькою військовою владою. У грудні 1946 року звільнений. 

## Звання
- Фенріх (19 листопада 1912)
- Лейтенант (18 серпня 1913)
- Обер-лейтенант (5 жовтня 1916)
- Гауптман (1 січня 1924)
- Майор (1 вересня 1933)
- Оберст-лейтенант (1 вересня 1935)
- Оберст (1 жовтня 1937)
- Генерал-майор (1 квітня 1940)
- Генерал-лейтенант (1 квітня 1942)
- Генерал авіації (1 січня 1944)

## Нагороди
- Залізний хрест 2-го і 1-го класу
- Ганзейський Хрест (Гамбург)
- Медаль «За відвагу» (Гессен)
- Військовий почесний знак в залізі
- Нагрудний знак «За поранення» в чорному
- Почесний хрест ветерана війни з мечами
- Медаль «За вислугу років у Вермахті» 4-го, 3-го, 2-го і 1-го класу (25 років)